# Georg Aescht
Georg Aescht (* 28. September 1953 in Zeiden, Siebenbürgen, Volksrepublik Rumänien) ist ein siebenbürgischer Literaturkritiker, Publizist und Übersetzer rumänischer Literatur ins Deutsche.

## Leben und Werk
Nach dem Studium der Germanistik und Anglistik an der Babeș-Bolyai-Universität Cluj war Georg Aescht als Deutschlehrer an der deutschen Abteilung eines Gymnasiums in Klausenburg tätig.
Als Student arbeitete er als Redakteur der deutschsprachigen Studentenzeitschrift Echinox.
Neben literaturkritischen Beiträgen in den deutschsprachigen Publikationen Echinox, Karpatenrundschau, Neue Literatur, Neuer Weg übersetzte er rumänische Autoren und arbeitete an den Gymnasiallehrbüchern für deutsche Literatur mit.
Nach der Ausreise in die Bundesrepublik Deutschland 1984 war er Korrektor in einer Setzerei in Bonn. Seit 1991 ist Aescht Redakteur bei der „Stiftung Deutsche Kultur im östlichen Europa“ (ehemals: „Stiftung Ostdeutscher Kulturrat“) in Königswinter, wo er die „Kulturpolitische Korrespondenz“ redigiert. Seit 2014 ist er auch beim Institut für deutsche Kultur und Geschichte Südosteuropas an der LMU München als Redakteur tätig.
Neben seiner feuilletonistisch-publizistischen Tätigkeit hat er Bücher von Ion Agârbiceanu, Gabriela Adameșteanu, Carmen-Francesca Banciu, Lucian Boia, Nicolae Brenban, Filip Florian, Emil Hurezeanu, Claudiu Komartin, Norman Manea, Viorel Marineasa, Gellu Naum, Alexandru Papilian, Andrei Pleșu, Liviu Rebreanu, Adrian Sangeorzan, Mihail Sebastian und Alexandru Vona aus dem Rumänischen und Französischen übersetzt.
Neben philosophischen und kulturgeschichtlichen Sachbüchern hat Aescht seit 1980 zahlreiche Romane und Gedichtsammlungen rumänischer Autoren für das Lesepublikum im deutschen Sprachraum erschlossen.
Seit 2016 ist er Vorsitzender des Kulturpreisgerichts, das jährlich den Siebenbürgisch-Sächsischen Kulturpreis vergibt.
2019 war seine Übersetzung aus dem Rumänischen des Romans Der Wald der Gehenkten von Liviu Rebreanu für den Preis der Leipziger Buchmesse nominiert.

## Herausgabe
- Siebenbürgen erlesen. Reihe Europa erlesen. Wieser Verlag, Klagenfurt 1999.
- Horst-Peter Depner: Auch ohne Zukunft ging es weiter. Erinnerungen. Südostdeutsches Kulturwerk, München 1998.
- Zeidner Denkwürdigkeiten. Beiträge zur Geschichte und Heimatkunde von Zeiden. Mit Udo Buhn, Peter Hedwig, Balduin Herter, Volkmar Kraus, Joseph Fr. Wiener, Rainer Lehni. Illertissen 1983–2018.

## Übersetzung (Auswahl)
- Ana Blandiana, Der Wille des Menschen ist antastbar. Von der Allgegenwart der Manipulation.  Pop Verlag, Ludwigsburg 2024, ISBN 978-3-86356-411-7.
- Nicolae Breban: Frohe Botschaft. Pop Verlag, Ludwigsburg 2023, ISBN 978-3-86356-402-5.
- Anca Stuparu, Das Gesetz des Wassers / Legea apei. Pop Verlag, Ludwigsburg 2022, ISBN 978-3-86356-354-7.
- Adrian Sângeorzan: Maskierte Welt. Pop Verlag, Ludwigsburg 2021, ISBN 978-3-86356-341-7.
- Viorel Marineasa: Werkzeuge, Waffen, Instrumente. Pop Verlag, Ludwigsburg 2020, ISBN 978-3-86356-273-1.
- Emil Hurezeanu: Zärtlichkeit, Routine / Tandrețe, rutină. Gedichte eines Knauserers 1979 – 2019 / Poemele unui parcimonios 1979 – 2019. Pop Verlag, Ludwigsburg 2020, ISBN 978-3-86356-203-8.
- Emil Hurezeanu: Lyrik. Pop Verlag, Ludwigsburg 2018, ISBN 978-3-86356-202-1.
- Emil Hurezeanu: Die Anatomiestunde. Pop Verlag, Ludwigsburg 2018, ISBN 978-3-86356-182-6.
- Gabriela Adameșteanu: Begegnung. Wieser Verlag, Klagenfurt 2018, ISBN 978-3-99029-287-7.
- Liviu Rebreanu: Der Wald der Gehenkten. Zsolnay Verlag, 2018, ISBN 978-3-552-05903-0.
- Viorel Marineasa: Dikasterialpalast. Pop Verlag, Ludwigsburg 2018, ISBN 978-3-86356-192-5.
- Carmen-Francesca Banciu: Filuteks Handbuch der Fragen. PalmArtPress, Berlin 2017.
- Lucian Boia: Die deutsche Tragödie 1914–1945. Schiller Verlag, Bonn 2017, ISBN 978-3-944529-96-7.
- Gabriela Adameșteanu: Der gleiche Weg an jedem Tag. Verlag Schöffling & Co., Frankfurt am Main 2013, ISBN 978-3-89561-297-8.
- Norman Manea: Die Höhle. Hanser Verlag, München 2012, ISBN 978-3-446-23985-2.
- Claudiu Komartin: Und wir werden die Maschinen für uns weinen lassen. Edition Korrespondenzen, Wien 2012.
- Filip Florian: Kleine Finger. Suhrkamp, 2008, ISBN 978-3-518-42014-0.
- Norman Manea: Die Rückkehr des Hooligan. Ein Selbstporträt. Hanser Verlag, München 2004.
- Alexandru Vona: Die vermauerten Fenster. Rowohlt Verlag, Reinbek bei Hamburg 1997, ISBN 3-87134-280-7.

## Anthologien (Auswahl)
- Horst Samson und Anton Sterbling (Hrsg.): Die Sprache, die auf das Nichts folgt, die kennen wir nicht. Sätze und Texte für Richard Wagner. Pop Verlag, Ludwigsburg 2018, ISBN 978-3-86356-174-1.
- Jürgen Krätzer (Hrsg.): Die Entführung aus dem Serail. Rumänische Erzählungen aus dem letzten Jahrzehnt. In: die horen. 269. Ausgabe, Wallstein Verlag, Göttingen 2018, ISBN 978-3-8353-3194-5.
- Alexandru Macedonski, Voctor Papilian u. a. (Hrsg.): Der redende Goldstaub. Phantastisch-utopische Erzählungen. Verlag Volk und Welt, Berlin 1984.